# غايتانو دونيزيتي

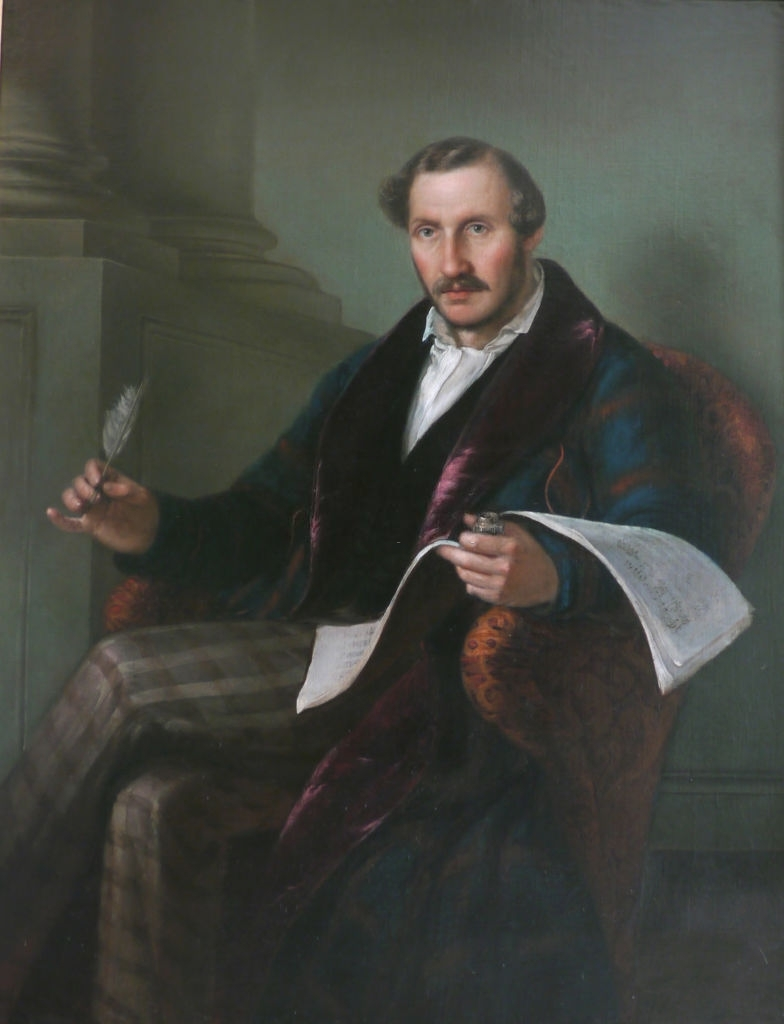
صورة مرسومة لدونيزيتي

دومينيكو غايتانو ماريا دونيزيتي (Gaetano Donizetti) (بيرغامو، 29 نوفمبر 1797 - بيرغامو، 8 أبريل 1848) ملحن أوبرا إيطالي. أشهر أعماله مسرحية لوشيا دي لاميرمور أو عروس لاميرمور (1835). كان هو وفينشينسو بيليني وجواكينو روسيني من رواد الملحنين والمؤلفين لأوبرا البل كانتو.

## موسيقاه
يصعب فهم كيف يمكن لبلدين أوربيين متجاورين إصدار أساليب موسيقية مختلفة مثلما حدث في القرن التاسع في إيطاليا والنمسا. جاتانو دونيزيتي وفرانز شوبرت ولدا في عام 1797 الأول في بيرجامو والثاني في فيينا ومع ذلك لم يوجد قط جاران مختلفين مثلهما. في حين موسيقى شوبرت تناولت اعماق العقل لم تتطلب أوبرات دونيزيتي الاستعراضية من أحد التفكير بعمق أكثر من اللازم. علق برليوز: “الموسيقى بالنسبة للإيطاليين سرور حسي ولا أكثر من ذلك. لهذا التعبير النبيل للذهن لا يملكون بالكاد احتراما أكثر من ذلك لفن الطهو. يريدون نوتة مثل طبق المكرونة يمكن استيعابها في الحال دون الحاجة للتفكير بشأنها". مع ذلك، رغم حقيقة أن الجمهور السعيد لدونيزيتي لن يحتمل الفحص من معاصرين أمثال بيتهوفن أو شوبرت أو شوبان، مع ذلك امتلك رؤية فنية صادقة. مثل بيليني – السيد الآخر لأوبرا البل كانتو – أراد إحضار موسيقى ودراما إلى "اتصال أقرب وأكثر مباشرة" للنقل عن المؤلف نفسه.
إجمالا كتب 73 أوبرا وأغلبها امتلأ إما بشخصيات تاريخية (مثلا لوكرسيا بورجيا وآنا بولينا وماريا ستيواردا) أو مع شخصيات من كتاب أمثال شيلر وفكتور هوغو ووالتر سكوت. كان آخر هذه الثلاثيات التي زودته بمادة لأبرع أوبرا له "لوسيا دي لامرمور" 1835، محاولة جريئة للجمع بين إخلاص الموسيقيين بعد روسيني للخط الغنائي الأنيق مع الحاجة لتطور الشخصية الحقيقية. مثل بيلليني وروسيني قبله كان دونيزيتي أكثر من سيعد ليشمل المواهب الاستعراضية لمطربيه النجوم (الكثير منهم عمل عن قرب مع بيلليني)، ومشواره الفني أبدى رغبة متزايدة للعرض السنيد لحاجات الدراما. ابتعاده عن الإطار الصارم ل"كورس الآريا – الرسيتاتيف” كانت تدريجي لكن قبل نهاية حياته كان يكتب أوبرات حيث ظلت الأحداث ثابتة دون مقاطعات لغناء مقطوعات محددة.
بلا شك دونيزيتي كتب كثير جدا وبسرعة جدا لكن لابد من تذكر الأحوال التي عمل فيها كانت بالكاد تحث على ابتكار الفن العميق أو المتطور. للحصول على المزيد من الأعمال الأخرى، مؤلف الأوبرا عليه إكمال تفويض حالي بسرعة وحين يواجهه متعهد حفلات غير صبور ويدفع الأجر، المفاهيم الجرمانية للتعبير عن النفس لم تكن مهمة لشيء. لكل «الدعاية» دونيزيتي مع بيلليني أهم مؤلف إيطالي في القرن التاسع عشر قبل فيردي مؤلف كتب مثل دوينيزتي لأول عشرين عاما. ثم امتدح المؤلف السابق له بسرقة أحد ألحانه للكورس الكبير لأوبرا عايدة.

## أعماله

### إكسير الحب
في عام 1832، أكمل دونيزيتي أول أوبرا كوميك عظيمة له، «إكسير الحب»، وهي إعادة معالجة لأسطورة تريستان وأيزولده. إكسير الحب أحضره تيمورينو من طبيب دجال على أمل الفوز بحب أدينا. تختار الزواج من رجل آخر لكن قبل عمل ذلك تجبر على إدراك أنها تحب نيمورينو رغم كل شيء وأخيرا يتزوجان. إكسير الحب هي أعظم كوميديا عاطفية رعوية وتقدم بعض أروع موسيقى المؤلف، مع الفصل الثاني فيه أغنية نيمورينو Una furtive Lagrima التي تبرز كأحد أكثر مقطوعات الآريا بل كانتو للتينور تأثيرا التي كتبت من قبل. أدينا التي تؤدي دور السوبرانو الرائد لديها الكثير من الكتابة الجميلة بما في ذلك دويتو في الفصل الأول مع نيمورينو وصولو في الفصل الثاني، prendi, prendi per me sei libero.

### لوسيا دي لامرمور
«عروس لامرمور» لسير والتر سكوت أتاحت لدونيزيتي أداة مثلى للكتابة العاطفية بشدة أساسا الحكاية تروي الخصومة الطويلة بين عائلات لامرمور ورافتوود والحب بين لوسيا وإدجاردو – كون لوسيا أخت رئيس لامرمور وإدجاردو رئيس رافنسوود. تموت لوسيا بعد قتل زوجها المستقبلي الإجباري لدى رؤية نعشها الذي تم حمله نحو الدفن، إدجاردو يقتل نفسه في يأس.
الشخصيات الرائعة في العمل وسلسلة الألحان المجيدة – في الحال جديدة وعاطفية – تجعل هذه أنجح اوبرا له، وتلقت إنتاجا متكررا حين تمتع البل كانتو بتأييد مبهم في الخمسينات. الأوبرا الإيطالية الرومانسية النمطية لوسيا اشتهرت للتقنيات الفائقة للسوبرانو في «المشهد المجنون» في الفصل الثالث، لكن تضم بعض أجمل فقرات للتينور أيضا - في الواقع دور المطرب لصوت الرجال جذب انتباه أكبر لجماهير دونيزيتي الأولى.

### ابنة الكتيبة
أحد أخف الأوبرات لدونيزيتي «ابنة الكتيبة» كانت واحدة من أنجح أعماله أيضا، حيث عرضت 44 مرة في عامها الأول في باريس. حكاية للحب المنتصر رغم كل شيء، شهير لحلقتين واحدة للدور السوبرانو الرئيسي الآخر للتينور. الأولى «أغنية الكتيبة» لماري، مليئة بالأفكار التي تعلق في ذهنك لأيام بعد سماعها أول مرة. مع ذلك أغنية Ah mes amis لخطيبتها تونيو هي شخصية مدهشة تتطلب من التينور الغناء بشكل متصاعد مدته خمس دقائق قبل تسلسل متطلب خمس دقائق قبل سلسلة متطلبة من تسع نغمات دو متتالية. القليل من المطربين تمكنوا من إدارة الحركات الأكروباتية لذا هذه الأوبرا الممتعة نادرا ما تصل للمسرح.

### دون باسكال
دون باسكال (1843) رائعته الكوميدية التي كتبها في وقت متأخر استخذم دونيزيتي فيها التراث الكلاسيكي لموتسارت لخلق نوع من الكوميديا ديلارتي الأوبرالي مركزا على محاولة رجل مسن ليجد لنفسه زوجة شابة الأوبرا ميزة بسبب الرسيتاتيف المكون من الحوار الحر وخفة التوزيع والكتابة الصوتية. العدد الصغير من الشخصيات الذي يرأسه الدور الرئيسي لأوبرا القرن التاسع عشر يناسب دور الأوبرا الصغيرة لكن لا يعرض بتكرار ربما أنه لا يوصل الخدع الصوتية المذهلة التي توقعها الناس من الأوبرا الإيطالية. لحسن الحظ تعمل جيدا في التسجيلات حيث تأتي جودة الليبريتو المكتوب بإحكام إلى المقدمة.

## هوامش
1. ↑  MusicBrainz (بالإنجليزية), MetaBrainz Foundation, QID:Q14005
2. 1 2 3 4 5  The Rough Guide to Classical Music by Joe Staines

## روابط خارجية
- غايتانو دونيزيتي على موقع IMDb (الإنجليزية)
- غايتانو دونيزيتي على موقع الموسوعة البريطانية (الإنجليزية)
- غايتانو دونيزيتي على موقع ألو سيني (الفرنسية)
- غايتانو دونيزيتي على موقع ميوزك برينز (الإنجليزية)
- غايتانو دونيزيتي على موقع أول موفي (الإنجليزية)
- غايتانو دونيزيتي على موقع قاعدة بيانات برودواي على الإنترنت (الإنجليزية)
- غايتانو دونيزيتي على موقع قاعدة بيانات برودواي على الإنترنت (الإنجليزية)
- غايتانو دونيزيتي على موقع قاعدة بيانات الأفلام السويدية (السويدية)
- غايتانو دونيزيتي على موقع إن إن دي بي (الإنجليزية)
- غايتانو دونيزيتي على موقع أول ميوزيك (الإنجليزية)